# Pisuerga
El riu Pisuerga és un afluent del riu Duero. Neix a 1.925 m d'altitud al nord de la província de Palència i conflueix amb el Duero a la província de Valladolid. Té una longitud de 283 km, La seva conca fa 15.828 km², el seu cabal mitjà és de 2.586 Hm3/any.
Durant part del seu recorregut fa de límit entre les províncies de Palència i Burgos. A Alar del Rey gran part de les seves aigües són desviades cap al Canal de Castella, per a ser utilitzades fonamentalment per al regadiu. El seu principal afluent pel marge esquerre és el riu Arlanza i per la dreta el riu Carrión. L'embassament de Requejada a Cervera de Pisuerga i el d'Aguilar a Aguilar de Campoo són els seus dos embassaments més grans i es troben a la capçalera del riu.
Hi ha una expressió castellana que diu "Aprovechando que el Pisuerga pasa por Valladolid…" (literalment, "Aprofitant que el Pisuerga passa per Valladolid..."), que es fa servir per introduir, en una conversa, un tema nou que no té res a veure amb el tema anterior. L'origen de l'expressió és incert; una possibilitat seria reflectir la paradoxa que un riu tan modest passi per una ciutat tan important (Valladolid fou la capital del Regne de Castella, d'aquí la seva importància).

## Etimologia
El seu nom prové de topònim Pisoraca (Pisòraga>Pisòrga>Pisuerga), denominació d'un antic assentament romà ubicat a l'actual Herrera de Pisuerga (província de Palència) on es va establir la Legió IIII Macedònica que va sotmemtre els pobles càntabres entre els anys 19 aC i 40 dC.

## Recorregut
Les fonts on neix el Pisuerga estan a la glacera de Covarrés, del pic Valdecebollas, prop de Brañosera (Província de Palència). Prop de Sel de la Fuente es fa un riu subterrani que emergeix després a Fuente Cobre (Cueva del Cobre), on neix des del punt de vista oficial. Posteriorement continua en direcció sud, travessant l'Alto Campoo i delimitant la Tierra de Campos cap a l'oest.
Gairebé tot el seu recorregut el fa en direcció Nord-Sud girant cap a l'oest en el seu tram final. Després de travessar Torquemada, Venta de Baños i Dueñas s'endinsa a la província de Valladolid. Discorre per Valladolid i Simancas i poc després de Pesqueruela conflueix amb el riu Duero pel seu marge dret, en el límit del terme municipal de Geria amb el de la localitat de Villamarciel, municipi de Tordesillas (Valladolid).
En la seva confluència el cabal del Pisuerga és més gran que el cabal del Duero. Per això hi la dita “El Duero lleva la fama i el Pisuerga el agua”. La longitud total del riu Pisuerga és de 283 km. El cabal màxim enregistrat a la ciutat de Valladolid va ser de 2340 m³/s.
Els seus afluents són: Rivera, Camesa, Ritobas, Monegro, Sauguillo, Burejo, Fresno, Valdavia, Carrión, Arlanza, Esgueva i Odra.

## Galeria

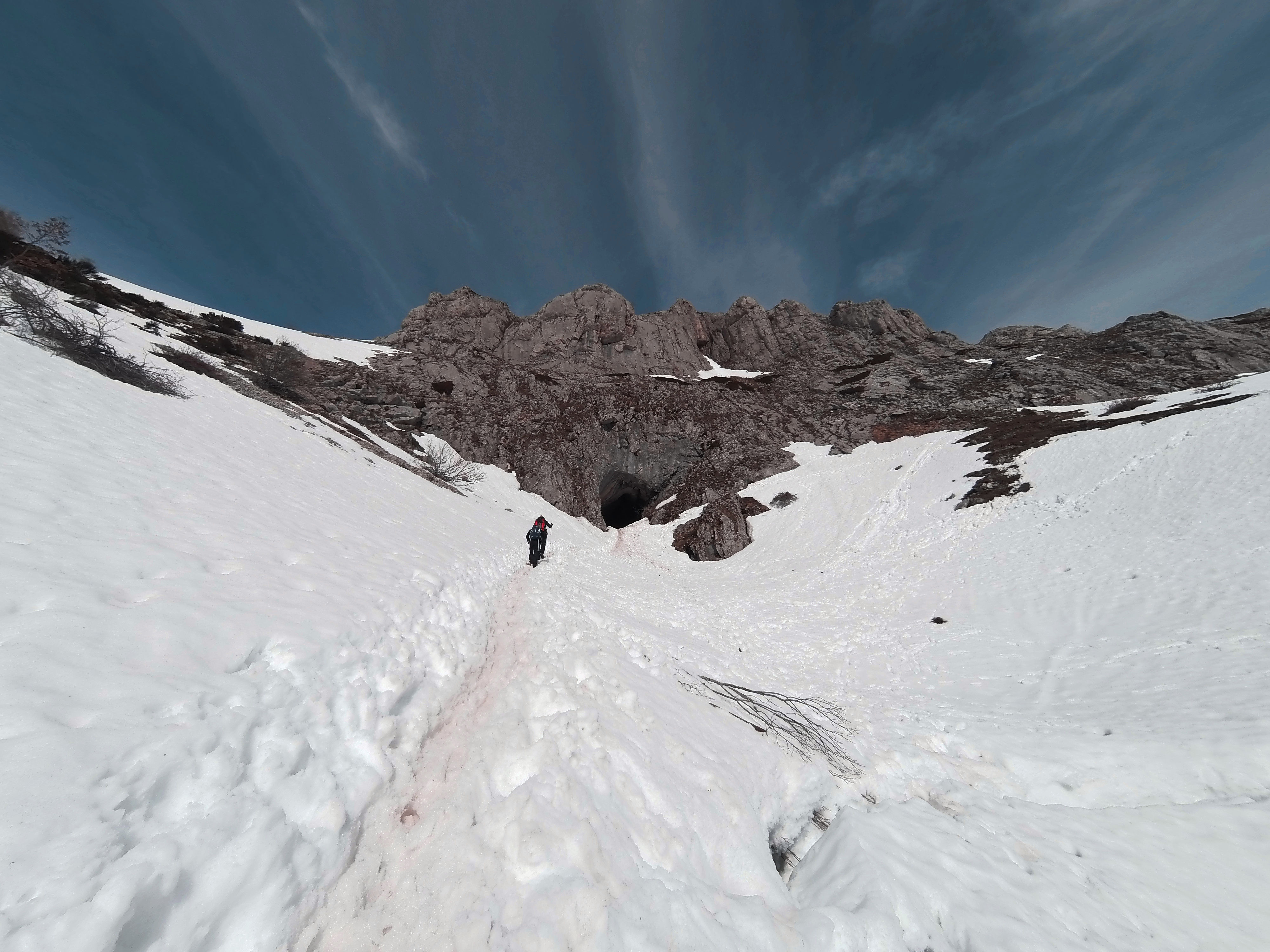
Cueva del Cobre.
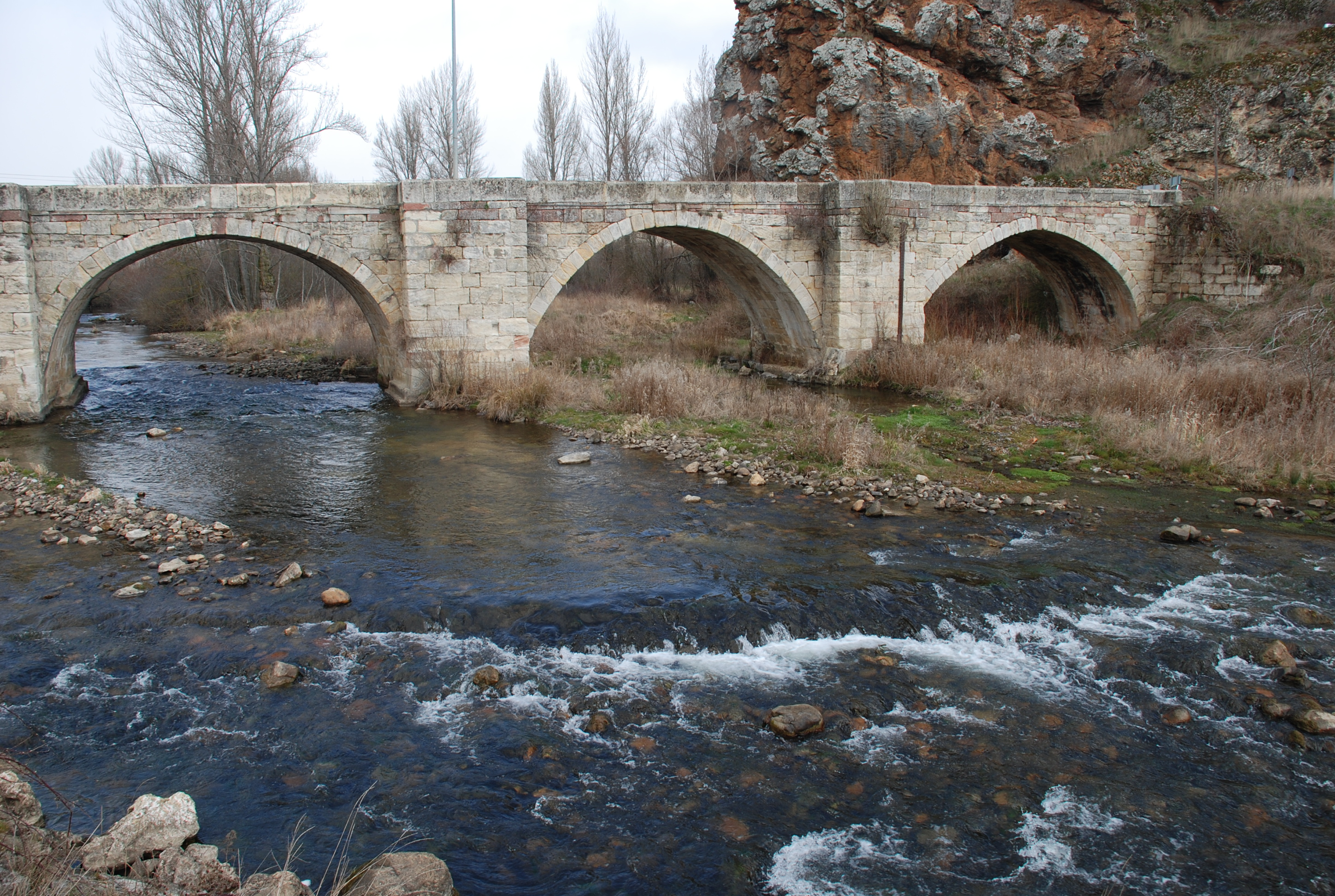
El Pisuerga, sota el pont de Cervera de Pisuerga.
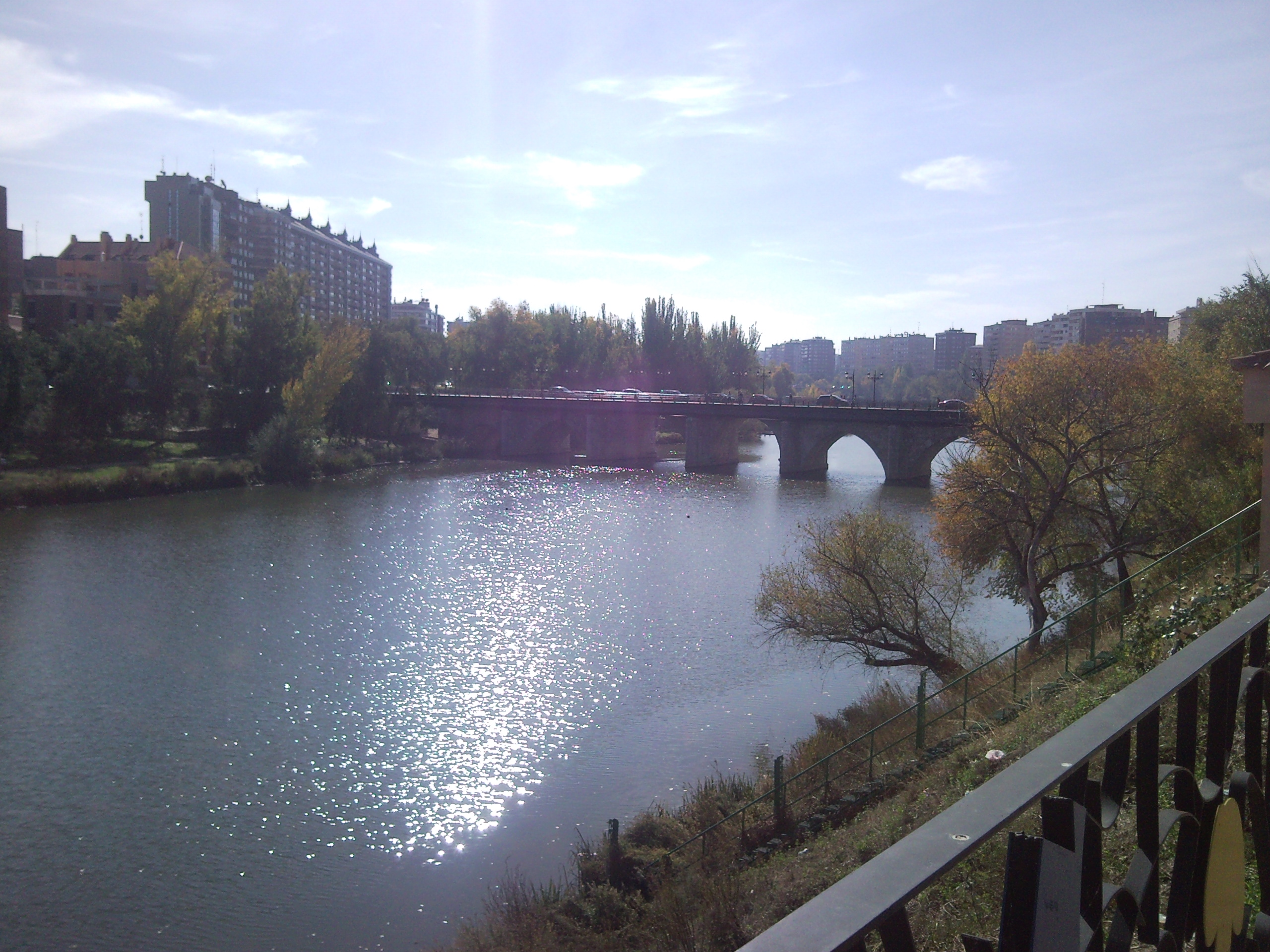
El Riu Pisuerga al seu pas per Valladolid.